# Пьетро Сассо
Пьетро Сассо (Pietro Sasso, его фамилию также пишут как Sassi, Saxo, Saxonia, Saxonis) — католический церковный деятель XIII века, аудитор трибунала Священной Римской Роты. На консистории 1205 года был провозглашен кардиналом-священником с титулом церкви Санта-Пуденциана. В 1212 году стал архипресвитером базилики Санта-Мария-Маджоре. Участвовал в выборах папы 1216 года (Гонорий III).